# Омархали, Ханна Рзаевна
Ханна Омархали (Ханна Рзаевна Усоян, 15 марта 1981, Армянская ССР) — российский религиовед, кандидат философских наук, преподаватель Восточного факультета Санкт-Петербургского государственного университета и немецкого Геттингенского университета. Исследовательница езидизма. Была докладчиком ряда международных научных конференций в России, Польше, Ираке, Германии и Великобритании, публиковалась в журнале «Религиоведение» и газете «НГ-Религии», является соавтором учебника «Религии мира», энциклопедического словаря «Религиоведение», труда «Йезидизм в Европе: разные поколения говорят о своей религии», автором книг «Йезидизм: из глубины тысячелетий» и «Йезидизм: общество, символ, ритуал». В 2009 году выступала консультантом Экспертного Совета по проведению государственной религиоведческой экспертизы при Министерстве юстиции РФ, работавшего над заключением относительно возможности первой в мире официальной регистрации религиозной организации езидов.

## Биография
Ханна Рзаевна Усоян родилась 15 марта 1981 года в Армянской ССР. По происхождению — она принадлежит к роду езидских священнослужителей Омархали, и по этой причине часто подписывается «наследственной» фамилией.
В 1998 году Ханна Омархали (Усоян) поступила на кафедру иранской филологии Восточного факультета Санкт-Петербургского государственного университета, где изучала персидский и арабский языки, а также оба диалекта курдского языка.
Она вспоминала:
«На втором курсе я уже определилась с темой моего научного исследования – йезидизм. Я глубоко признательна академику РАН Михаилу Николаевичу Боголюбову и академику РАН Ивану Михайловичу Стеблин-Каменскому за то, что они поддержали мой выбор, несмотря на то что я была студенткой кафедры иранской филологии, а тему выбрала по религиоведению.»
Летом 2002 года с отличием окончила бакалавриат и продолжила процесс получения образования в магистратуре.
15—19 апреля 2003 года стала докладчицей X Международной научной конференции студентов, аспирантов и молодых учёных «Ломоносов-2003».
Принимала активное участие в работе возрождённого 7 октября 2003 года на Восточном факультете университета Студенченского научного общества (СНО) и сделала на его первом семинаре доклад о религии езидов. Была избрана вице-президентом данного общества и занимала эту должность следующие полтора года. Во многом благодаря Ханне Омархали (Усоян) на факультет вернулись традиции проведения семинаров с участием представителей разных вузов, а само СНО получило грант фонда «Charities Aid Foundation» — один из пяти, отпущенных на развитие молодёжных научных сообществ в России.
15 октября 2003 года сделала на семинаре, проводимом кабинетом иранистики Российского государственного гуманитарного университета, доклад «Пять заповедей в йезидизме (генезис и современное состояние)».
24 октября 2003 года за достижения в науке Ханне Омархали (Усоян) была вручена премия губернатора Санкт-Петербурга, а 9 декабря 2003 года приказом проректора по учебной работе СПбГУ ей была назначена специальная стипендия г. Санкт-Петербурга.
26—29 февраля 2004 года стала одним из организаторов на базе Восточного факультета СпбГУ Международной научной конференции студентов, аспирантов и молодых ученых «Школа молодого востоковеда-2004» и сделала там доклад «Интерпретация езидского символа — Малаки Тауса», а также вошла в редколлегию, готовившую к печати сборник материалов данного форума.
14 апреля 2004 года прочитала на XI Международной научной конференции студентов, аспирантов и молодых ученых «Ломоносов-2004» доклад «К вопросу о генезисе езидизма».
21—23 апреля 2004 года была участницей проводимой в Санкт-Петербурге VII Молодёжной научной конференции «Путь Востока. Культурная, этническая и религиозная идентичность», где сделала доклад «Этническая идентичность курдов и самоидентификация курдов-езидов. Взаимодействие с представителями других культур».
Весной 2004 года Студенческое научное общество Восточного факультета СПбГУ организовало учебный обмен с Институтом восточных культур Ягеллонского университета города Кракова. Как следствие, Ханна Омархали (Усоян) отправилась в Польшу.
22—25 апреля 2004 года она присутствовала на проводимой в Краковском Ягеллонском университете Международной научной конференции молодых востоковедов, а 17 мая прочитала на проходившей там же конференции по курдским исследованиям доклад «Вопрос генезиса езидизма в свете обрядов перехода в ведизме, зороастризме и езидизме».
21 июня 2004 года выступила на проводимой в Москве III Международной научной конференции «Иерархия и власть в истории цивилизаций» с докладом «Формирование высшей езидской духовной иерархии в Лалише».
Летом 2004 года с отличием окончила магистратуру вуза и поступила в его аспирантуру, где кураторами Ханны Омархали (Усоян) стали декан Восточного факультета, академик РАН Иван Стеблин-Каменский и доктор философских наук Марианна Шахнович.
С 15 ноября 2004 по 15 июня 2005 года вела научно-исследовательскую работу на семинаре иранистики Геттингенского университета (Германия). Куратором Ханны Омархали (Усоян) стал доктор Филипп Г. Крейенбрек, который преподавал в Утрехтском и Лондонском университетах, получил известность исследованиями по зороастризму, с 1990-го вплотную занялся изучением езидизма, а в 1996-м году занял должность руководителя студии курдологии и профессора кафедры иранских исследований Геттингенского университета. Одновременно сама Ханна стала читать здесь авторский курс «Язык езидских религиозных гимнов», а также лекции на диалекте курманджи.
Параллельно, 20 мая 2005 года, по итогам проведенного СПбГУ Открытого общеуниверситетского конкурса художественных переводов студентов и аспирантов Ханна Омархали (Усоян) получила диплом I степени в номинации «Перевод прозы».
Весной 2005 года подготовленная Ханной Омархали (Усоян) глава «Зороастризм» была опубликована во втором издании учебного пособия «Религии мира» под редакцией д. ф. н. Марианны Шахнович.
С 1 июня 2005 года Ханна Омархали (Усоян) принимала под руководством профессора Филиппа Г. Крейенбрека участие в реализации полугодичного проекта «Культурная память германской диаспоры езидов о религии», поддержанного «Немецким исследовательским обществом».
5 июня 2005 года была докладчицей научного семинара, проводимого Всемирной Зороастрийской организацией в Лондоне. Там же она встретилась с религиозным и духовным главой всех езидов — миром (эмиром) Тахсин-беком и его четвёртой женой Дельвин. «Мы провели часа четыре вместе, разговаривая и обсуждая проблемы общины» — вспоминала Ханна.
5 октября 2005 года приказом Федерального агентства по образованию она была удостоена стипендии Президента РФ на 2005/2006 учебный год.
30 ноября 2005 года реализуемый с начала июня под руководством профессора Филиппа Г. Крейенбрека проект „Культурная память немецкой диаспоры езидов о религии“ был благополучно завершен. В него вошли результаты полевых исследований Ханны Омархали (Усоян), которая объехала десять городов в Нижней Саксонии, встречаясь с эмигрировавшими сюда из Турции простыми езидами и представителями их духовенства.
В конце 2005 года увидела свет первая книга Ханны Омархали (Усоян) „Йезидизм: из глубины тысячелетий“, выпущенная Издательским домом Санкт-Петербургского государственного университета. В ней рассматриваются основные религиозные представления езидов, особенности их вероучения и культа, описывается кастово-теократический принцип деления традиционного езидского общества, приводится терминологический словарь, прилагается перечень езидских родов.
Выход книги был удостоен большой положительной рецензии на страницах приложения „Независимая газета“ — Религии». Автор рецензии, профессор СПбГУ Сергей Фирсов, отмечал:
Автор в качестве базового тезиса книги говорит о йезидизме как об одной из древнейших монотеистических религий мира. При этом она не забывает подчеркивать, что эта религия по причине своей закрытости в течение многих веков была неизвестна и непонятна адептам иных вер. От непонимания до неприятия, как показывает история, – один шаг. «Йезиды выражали религиозную уникальность народа курдов, – пишет Омархали, – самим фактом своего существования они свидетельствовали о наличии «альтернативного» национального существования. Может быть, поэтому йезидизм веками преследовался представителями господствующих религий и центральной властью». <…> Автор показывает читателям йезидизм как «наследственную веру», имеющую общие истоки с зороастризмом – древнейшей из мировых религий откровения. <…> Омархали затрагивает также и вопросы йезидской космогонии, отдельно рассматривая важнейший символ йезидов образ Тауси-Малака – «Ангела-Павлина». <…> Книга Ханны Омархали – лишь начало, безусловно, удачное, дальнейших работ о религии, такой же загадочной и сложной, как и судьба до сих пор не имеющего своей государственности курдского народа.
Совсем другую реакцию работа вызвала у кандидата исторических наук, доцента кафедры иранистики Ереванского государственного университета Виктории Аракеловой, разместившей рецензию в первом за 2007 год номере журнала «Восток» (бывш. «Советское востоковедение») и обвинившей Ханну Омархали в недостатке академизма. Виктория Аракелова, в частности, отмечала:
Что касается профессиональных востоковедов, печатающихся под грифом академического издательства, то в первую очередь необходимо провести четкую грань между собственной традицией и исторической реальностью. Изложенные с научной точки зрения факты, безусловно, не всегда, - более того, крайне редко - совпадают с народной интерпретацией явлений и деталей, бытующих среди самих носителей культур. Отдавая дань легендарной истории, преданию, его собственно религиозной интерпретации – важнейшим пластам духовной культуры и неотъемлемым элементам самосознания, ученому необходимо прежде всего суметь воспринять все упомянутое как бесценный материал для научного анализа».
Однако при этом претензии Татьяны Аракеловой к книге Ханны Омархали (Усоян) сводились, в основном, к мелочам вроде тех, что автор упорно пишет «йезидизм» вместо получившего широкое хождение слова «езидизм», объявляет религию в названии книги пришедшей «из глубины тысячелетий», в то время как, по мнению Аракеловой, «историю езидов можно охарактеризовать лишь как многовековую», и ищет в некоторых езидских терминах курдские корни вместо арабских или древнеиранских.
Вследствие этого некоторые читатели рецензии пришли к выводу, что реальной причиной критики является давний, острый и по-прежнему актуальный спор, где одни ученые, включая Аракелову, рассматривают езидов как представителей отдельного этноса с одноимённой религией, а другие ученые — в том числе Омархали — как часть курдов, принявших учение «езидизм». В рецензии действительно отмечалось: «Что же касается научного подхода к проблеме, то существование курдов как сепаратной этнической единицы в раннем средневековье, не говоря уже о древности — вопрос весьма спорный». Многие сочли этот тезис «осевым», определившим кредо Аракеловой и её отношение к вышедшей книге в целом. «Х. Омархали осмелилась во всеуслышание заявить, что езиды — этнические курды, а езидизм — исконно курдская религия… А это современных армянских ученых никак не устраивает.» — делился, например, мнением о реальных причинах критики один из читателей рецензии Лятиф Махамад.
Как бы то ни было, появление работы Ханны Омархали (Усоян) стало значительным событием в жизни самих езидов, количество книг о которых на русском языке можно пересчитать буквально по пальцам.
14 февраля 2006 года она сделала на проходившей в РГГУ Международной научной конференции «Иран: культурно-историческая традиция и динамика развития» доклад «Обряды перехода в йезидизме, зороастризме и ведической религии».
6 апреля 2006 года Ханна Омархали (Усоян) прочла на организованной СПбГУ Международной конференции «Азиатские и африканские исследования в университетах Санкт-Петербурга, России, Европы» доклад «Стер: святыни езидов Армении и Грузии».
28 июня 2006 года Ханна Омархали (Усоян) защитила диссертацию «Йезидизм — национальная религия курдов» по специальности 09.00.13 и стала кандидатом философских наук.
7 сентября 2006 года она выступила в университете города Эрбиль (Иракский Курдистан) на организованном «Курдским институтом в Париже» при поддержке МИД Франции и правительства Иракского Курдистана конгрессе по курдским исследованиям с докладом «Символизм птиц в езидизме».
5 октября 2006 года приказом Федерального агентства по образованию Ханна Омархали (Усоян) была вновь удостоена стипендии Президента Российской Федерации на 2006/2007 учебный год.
В конце 2006 года увидел свет энциклопедический словарь «Религиоведение» со статьей Ханны Усоян (Омархали) «Йезидизм».
1 марта 2007 года она получила статус стипендиата в немецкой научной программе «Götterbilder-Gottesbilder-Weltbilder», где под научным руководством профессора Филиппа Г. Крейенбрека приступила к разработке темы «Роль Бога и различные категории священных существ в езидизме и религии Ахл-и Хакк», посвященной сопоставлению двух религий, сочетающих в себе близкие элементы доисламских верований.
12—15 апреля 2007 года была участницей проводимого во Франкфурте-на-Майне Международного научно-практического семинара по езидским исследованиям.
Осенью 2007 года в стамбульском издательстве «Авеста» вышла вторая по счету книга Ханны Омархали «Йезидизм: общество, символ, ритуал». Особенностью работы является то, что она была издана на курдском языке (диалект курманджи) и предназначалась, в первую очередь, для самих курдов. Книга состоит из трех глав, каждая из которых посвящена рассмотрению различных сторон езидизма. В ней рассматриваются такие вопросы, как социальная структура езидского общества, клановая и племенная система езидов; символика езидизма; догматика и религиозные ритуалы. Каждая из глав включает две статьи, которые были подобраны так, чтобы читатель смог получить представление о езидизме с различных ракурсов.
В предисловии к работе «Йезидизм: общество, символ, ритуал» профессор Геттингенского университета Филип Г. Крайенбрек отмечал:
Мы счастливы, что доктор Ханна Омархали - выдающийся представитель второго поколения езидологов – не только талантливый и получивший академическое образование человек, но и человек, сочетающий любовь к своей религии с интуицией, которая помогает лучше понять и раскрыть нужные темы. <…> Изданием этой книги доктор Омархали оказала большую услугу курдоведам, историкам религии, а также всем, кто интересуется богатой и древней езидской религиозной традицией.
7 июня 2008 года на проводимом в Гёттингенском университете Международном симпозиуме «Неисламские религии в Иране: неэссенциальные перспективы» Ханна Омархали (Усоян) прочла доклад «Езиды и зороастрийцы».
18 ноября 2008 года она присутствовала на организованном факультетом международных отношений Университета Дж. Вашингтона «Диалоге сообществ, представляющих меньшинства Ирака» («Dialogue on Iraqui Minority Communities») с участием американского посла по особым поручениям Джона Хэнфорда, посла Ирака в США Самиля Шакира Аль-Сумайди, представителей Государственного департамента США и американской Комиссии по международной религиозной свободе, директора программы для Ирака американского «Института мира» Сэма Паркера, а также группы ученых-политологов университета им. Дж. Вашингтона.
20 марта 2009 года Ханна Омархали выступила на проводимом в Кракове при участии лекторов из Ягеллонского университета, университета британского г.Эксетер и представителя Курдской Демократической Партии Ирана семинаре «Иранский Курдистан» с докладом «Езидская религиозная литература».
2 апреля 2009 года на проведённой в университете британского города Эксетер международной конференции «Курды и Курдистан: идентичность, политика, история» сделала доклад «Проблемы с каноном в современном езидизме».
Летом 2009 года консультациями Ханны Омархали (Усоян) пользовался Экспертный совет по проведению государственной религиоведческой экспертизы при Министерстве юстиции Российской Федерации при подготовке проекта заключения об основах вероучения и деятельности подавшей документы на регистрацию Ярославской религиозной организации «Езидство». Последняя благополучно прошла этот процесс и получила юридическое лицо. Таким образом, Ханна Омархали (Усоян) внесла свой вклад в появление первой в мире официально зарегистрированной религиозной организации езидов.
В сентябре 2009 года на английском языке увидела свет новая книга «Езидизм в Европе: разные поколения говорят о своей религии», написанная профессором Филиппом Г. Крайенбреком в сотрудничестве с Ханной Омархали (Усоян) и ещё двумя исследователями. Она стала результатом реализации двухлетнего научного проекта, поддержанного «Немецким исследовательским обществом».
Характеризуя свою деятельность, Ханна Омархали (Усоян) пишет:
«Исследование йезидизма стало моим образом жизни. Я замечаю, что чем больше занимаюсь изучением йезидизма, тем глубже хочу его изучать, поскольку все больше понимаю, что мало его знаю. <…> То, чем я занимаюсь, доставляет мне огромную радость. Но самое важное, на мой взгляд, то, что я нашла себя. Я думаю, все со мной согласятся, что найти дело, в котором человек смог бы полностью себя выразить, непросто. Разгадывание религиозных ребусов, преодоление разного рода преград, которые мне пришлось пройти за мои недолгие годы научной жизни (и предстоит еще пройти) приносят мне только радость. Я верю в существование страхов и преград, но не верю в их жизнь: всё можно при желании преодолеть, причем всегда с улыбкой на лице. Возможно, вы скажете: «Ну вот, опять банальная истина!», но я всё-таки отвечу: в жизни нет ничего невозможного»
В настоящее время кандидат философских наук Ханна Омархали (Усоян) продолжает читать лекции в Геттингенском университете и является преподавателем Восточного факультета Санкт-Петербургского государственного университета.

### Работы Ханны Омархали (Усоян)

#### Книги
- Омархали Х. Р. Йезидизм: Из глубины тысячелетий. — СПб.: Издательский дом Санкт-Петербургского государственного университета. — 2005. — 192 с. ISBN 5-288-03621-7
- Омархали Х. Р. Йезидизм: общество, символ, ритуал. [На курдс. яз.] — Стамбул: Авеста. — 2007. — 144 с. ISBN 978-9944-382-25-0
- Kreyenbroek Ph.G. in collaboration with Kartal Z., Omarkhali Kh., and Rashow Kh.J. Yezidism in Europe: Different Generations Speak about their Religion. / Göttinger Orientforschungen, III. Reihe: Iranica. Neue Folge Band 5. — Wiesbaden: Harrassowitz Verlag. — 2009. — 252 p. ISBN 978-3-447-06060-8

#### Статьи в учебных пособиях и словарях
- Омархали Х. Р. Зороастризм / Религии мира: Учебное пособие под ред. М. М. Шахнович. Изд. 2-е дополн. — СПб.: Изд-во С-Петерб. ун-та, 2005.- с.103-110. ISBN 5-288-03746-9. Доступно по: http://www.ezdixane.ru/content/view/589/208/ (недоступная+ссылка)
- Усоян (Омархали) Х. Р. Йезидизм. // Религиоведение: Энциклопедический словарь. / Под ред. Забияко А. И., Красникова А. Н., Элбакян Е. С. — М.: Академический проект, 2006. С.469-471 ISBN 5-8291-0756-2

#### Доклады
- Усоян (Омархали) Х. Р. К вопросу о генезисе езидизма. // Международная научная конференция студентов, аспирантов и молодых ученых «Ломоносов-2004» (Москва, МГУ им. М. В. Ломоносова, 13-15 апреля 2004 г.). Материалы секции «Востоковедение и африканистика».
- Omerkhali (Usoyan) Kh.R. On the Question of the Genesis of Yezidism in Connection with the Initiation Ceremony in Vedic Religion, Zoroastrianism and Yezidism // International conference on kurdish studies, 17-19 May 2004 / Edited by Anna Krasnowolska, Marcin Rzepka. — Cracow: Polish Academy of Sciences Press. — 2004. [1 vol., 187 p.] — p. 145-151 ISBN 83-88549-11-1 (978-83-88549-11-3)
- Омархали (Усоян) Х. Р. Этническая идентичность курдов и самоидентификация курдов-езидов. Взаимодействие с представителями других культур. // Путь Востока. Культурная, этническая и религиозная идентичность. Материалы VII Молодёжной научной конференции по проблемам философии, религии, культуры Востока. / Отв. ред. А. Д. Зельницкий. Серия «Symposium». Выпуск 33. — СПб.: Санкт-Петербургское философское общество. — 2004. — с.100-105. Архивная копия от 1 декабря 2008 на Wayback Machine
- Усоян (Омархали) Х. Р. Интерпретация езидского символа — Малаки Тауса // Школа молодого востоковеда — 2004. Материалы научной конференции студентов, аспирантов и молодых ученых. / Редколл. И. М. Стеблин-Каменский (председатель), И. М. Дьяков, А. А. Маслов, Х. Р. Усоян. — Санкт-Петербургский государственный университет. Восточный факультет. — СПб., 2004. — c. 126—128.
- Омархали (Усоян) Х. Р. Стер: святыни йезидов Армении и Грузии. / Азиатские и африканские исследования в университетах Санкт-Петербурга, России, Европы: Международная конференция (Санкт-Петербург, СпбГУ, 4-6 апреля 2006 г.).
- Omarkhali Kh. Symbolism of birds in Yezidism. / World Congress of Kurdish Studies (Kurdistan, Irbil, 6-9 September 2006). Архивная копия от 6 июля 2008 на Wayback Machine
- Омархали Х. Р. (Университет Георга Августа, Германия). Обряды перехода в йезидизме, зороастризме и ведической религии. / Международная конференция «Иран: культурно-историческая традиция и динамика развития» (Москва, РГГУ, 14-15 февраля 2006 г.).
- Omarkhali Kh. (Georg-August-Universitaet Goettingen). Yezidi Religious literature: basis, status and exegesis. / Kurdystan irański: seminarium. — Kraków, 13.03.2009.
- Omarkhali Kh. (Georg-August-Universitaet Goettingen). Current Concerns with a Canon in the Nowadays Yezidi Society. // The Kurds and Kurdistan: Identity, Politics, History: International conference. — Centre of Kurdish Studies, Institute of Arab and Islamic Studies, University of Exeter. — 2 and 3 april 2009.

#### Статьи
- Усоян Х. Р., Дьяков И. М. Восточный факультет остается верен своим традициям. // Санкт-Петербургский университет: журнал. — 2003. — № 26(3650). — 14 ноября.
- Омархали Х. Р. Езидизм и религиозные представления езидов. // Грани Эпохи: журнал. — 2003. — № 14. — июнь. Архивная копия от 16 февраля 2018 на Wayback Machine
- Омархали Х. Езидом стать нельзя. Древнейшую религию курдов можно только унаследовать // «Независимая газета» — Религии: приложение к «Независимой газете». — 2004. — 4 февраля. Архивная копия от 5 марта 2016 на Wayback Machine
- Усоян Х. Р., Дьяков И. М. Возвращение в школу? // Санкт-Петербургский университет: журнал. — 2004. — № 8-9(3664-3665). — 31 марта.
- Омархали Х. Образ Павлина в езидизме и толкование символа Малаки-Тауса. // Ezdixane.ru — Всё о езидизме и езидах: Интернет-портал. — 2004. — 6 сентября. (недоступная ссылка)
- Омархали Х. Три страшных греха у езидов: «Се Харф». // Ezdixane.ru — Всё о езидизме и езидах: Интернет-портал. — 2004. — 3 ноября. (недоступная ссылка)
- Омархали Х. Кастовое деление езидского общества. // Ezdixane.ru — Всё о езидизме и езидах: Интернет-портал. — 2004. — 3 ноября. (недоступная ссылка)
- Омархали Х. Культ и табу в езидизме. // Ezdixane.ru — Всё о езидизме и езидах: Интернет-портал. — 2005. — 8 апреля. (недоступная ссылка)
- Х. Образ барана в езидизме и употребление эпитета «архар» в курдском фольклоре. // Ezdixane.ru — Всё о езидизме и езидах: Интернет-портал. — 2005. — 11 апреля. (недоступная ссылка)
- Омархали Х. Востоковедение: увлечение, специальность или образ жизни? // Санкт-Петербургский университет: журнал. — 2005. — № 26-27 (3718-3719). — 15 декабря. (недоступная ссылка)
- Омархали (Усоян) Х. Р. Езидизм и кастовое деление езидского общества. // Религиоведение: журнал. — 2006. — № 1.
- Х. Чаршама Сор: Интернет-конференция. // Ezdixane.ru — Всё о езидизме и езидах: Интернет-портал. — 2006. — 17 апреля. (недоступная ссылка)
- Омархали Х. Таус (санджак) в Армении. // Kurdish Online Group: Интернет-сайт. — 2007. — 13 ноября.
- Omarkhali Kh. On the Structure of the Yezidi Clan and Tribal System and its Terminology among the Yezidis of the Caucasus // Journal of Kurdish Studies. — 2008. — Vol.6. — p. 104-119. ISSN 13707205